# 1541年
| 千纪： | 2千纪 |
| 世纪： | 15世纪 \| 16世纪 \| 17世纪                                                                                 |
| 年代： | 1510年代 \| 1520年代 \| 1530年代 \| 1540年代 \| 1550年代 \| 1560年代 \| 1570年代                           |
| 年份： | 1536年 \| 1537年 \| 1538年 \| 1539年 \| 1540年 \| 1541年 \| 1542年 \| 1543年 \| 1544年 \| 1545年 \| 1546年 |
| 纪年： | 辛丑年（牛年）；明嘉靖二十年；越南莫朝廣和初年，后黎朝元和九年；日本天文十年                               |

## 大事记
- 俺答汗命石天爵和肯切至大同鎮，向明朝要求通貢互市，明世宗拒絕，並把他扣留。隨後，經過俺答汗強烈要求，明朝放回石天爵，肯切還是被留為人質。
- 武田晴信聯同板垣信方、甘利虎泰、飯富虎昌等人趁信虎出訪駿河國時，發動兵變自立。
- 東吁王朝在與勃固王朝的戰爭（英语：Toungoo–Hanthawaddy War）中佔領對外貿易要港馬都八。
- 神聖羅馬皇帝查理五世遠征阿爾及爾，然而西班牙艦隊被風暴嚴重破壞，迫使他放棄計劃。
- 英格蘭國王亨利八世促成愛爾蘭國會將其頭銜「愛爾蘭領主」改為「愛爾蘭國王」。
- 西班牙探险家沿着密西西比河旅行。
- 受法國國王委託的航海家雅克·卡蒂亞在蒙特利爾建立殖民地。
- 圣地牙哥建城，西班牙人开始征服智利。

## 逝世
- 8月10日——北條氏綱，日本戰國時代的大名，北條家第二代家督。
- 11月30日——尼子經久，日本戰國時期出雲國大名。